# Kanton Beaufort-sur-Doron
Kanton Beaufort-sur-Doron (francouzsky Canton de Beaufort-sur-Doron) je francouzský kanton v departementu Savojsko v regionu Rhône-Alpes. Tvoří ho čtyři obce.

## Obce kantonu
- Beaufort
- Hauteluce
- Queige
- Villard-sur-Doron